# Europees kampioenschap voetbal 2012 (Groep B) Denemarken - Duitsland
Dit artikel gaat over de wedstrijd in de groepsfase in groep B tussen Denemarken en Duitsland die gespeeld werd op 17 juni 2012 tijdens het Europees kampioenschap voetbal 2012.
Het is de twintigste wedstrijd van het toernooi en wordt gespeeld in de Arena Lviv in Lviv.

## Voorafgaand aan de wedstrijd
- Op de FIFA-wereldranglijst van mei 2012 stond Duitsland op de 2e plaats, Denemarken op de 10e plaats.[1]
- Denemarken en Duitsland speelden 25 keer eerder tegen elkaar. Denemarken won 8 van de 25 duels, Duitsland won 14 duels. Het werd 3 keer een gelijkspel.
- In de onderlinge duels scoorde Denemarken 35 keer, Duitsland scoorde 51 keer.

## Wedstrijdgegevens

De basisopstellingen van beide landen

| Datum                | 17 juni 2012                                       | 17 juni 2012                                       |
| Wedstrijdnummer      | 20                                                 | 20                                                 |
| Stadion              | Arena Lviv, Lviv                                   | Arena Lviv, Lviv                                   |
| Toeschouwers         | 32.990                                             | 32.990                                             |
| Scheidsrechter       | Carlos Velasco                                     | Carlos Velasco                                     |
| Assistenten          | Roberto Alonso Fernández Juan Carlos Yuste Jiménez | Roberto Alonso Fernández Juan Carlos Yuste Jiménez |
| Vierde man           | Mark Clattenburg                                   | Mark Clattenburg                                   |
| Man van de wedstrijd | Lukas Podolski                                     | Lukas Podolski                                     |
|                      | Denemarken                                         | Duitsland                                          |
| Doelpunten           | 1                                                  | 2                                                  |
| Gele kaarten         | 0                                                  | 0                                                  |
| Rode kaarten         | 0                                                  | 0                                                  |
| Wissels              | 2                                                  | 3                                                  |
| Schoten op doel      | 6                                                  | 6                                                  |
| Schoten naast doel   | 4                                                  | 6                                                  |
| Overtredingen        | 5                                                  | 3                                                  |
| Hoekschoppen         | 5                                                  | 3                                                  |
| Buitenspel           | 4                                                  | 2                                                  |
| Vrije trappen        | 8                                                  | 12                                                 |
| Balbezit (tijd)      | 0                                                  | 0                                                  |
| Balbezit (%)         | 41                                                 | 59                                                 |

| Denemarken | 1 – 2           | Duitsland |
| (Nicklas Bendtner) Michael Krohn-Dehli 24' | goals (assists) | 19' Lukas Podolski (Mario Gomez) 80' Lars Bender (Mesut Özil) |
| Morten Olsen | bondscoach      | Joachim Löw |
| Stephan Andersen Simon Poulsen Daniel Agger Simon Kjær Lars Jacobsen Jakob Poulsen 82' William Kvist Michael Krohn-Dehli Christian Eriksen Niki Zimling 79' Nicklas Bendtner | opstellingen    | Manuel Neuer Philipp Lahm Holger Badstuber Mats Hummels Lars Bender Bastian Schweinsteiger Sami Khedira 64' Lukas Podolski Mesut Özil 84' Thomas Müller 74' Mario Gomez |
| Christian Poulsen 79' Tobias Mikkelsen 82' | wissels         | 64' André Schürrle 74' Miroslav Klose 84' Toni Kroos |
| | gele kaarten    | |
| | rode kaarten    | |

## Wedstrijden
| Groepswedstrijden | | | |
| Groep A | Groep B | Groep C                                                                                               | Groep D |
| Polen - Griekenland Rusland - Tsjechië Griekenland - Tsjechië Polen - Rusland Tsjechië - Polen Griekenland - Rusland | Nederland - Denemarken Duitsland - Portugal Denemarken - Portugal Nederland - Duitsland Portugal - Nederland Denemarken - Duitsland | Spanje - Italië Ierland - Kroatië Italië - Kroatië Spanje - Ierland Kroatië - Spanje Italië - Ierland | Frankrijk - Engeland Oekraïne - Zweden Oekraïne - Frankrijk Zweden - Engeland Engeland - Oekraïne Zweden - Frankrijk |
| Kwartfinales | | | |
| Tsjechië - Portugal                                                                                                  | Duitsland - Griekenland | Spanje - Frankrijk                                                                                    | Engeland - Italië |
| Halve finales | | | |
| ‎Portugal - Spanje | ‎Portugal - Spanje | Duitsland - Italië                                                                                    | Duitsland - Italië                                                                                                   |
| Finale | | | |
| Spanje - Italië | | | |